# IC 2221
IC 2221 је елиптична галаксија у сазвјежђу Рис која се налази на листи објеката дубоког неба у Индекс каталогу.
Деклинација објекта је + 37° 27' 2" а ректасцензија 8h 5m 8,0s. Привидна величина (магнитуда) објекта IC 2221 износи 15,2 а фотографска магнитуда 16,2.